# Medicago sect. Orbiculares
Orbiculares é uma secção botânica pertencente ao género Medicago.
Trata-se de uma secção composta por uma única espécie, Medicago orbicularis (L.) Bartal. Esta espécie possui a seguinte sinonímia:
- Medicago cuneata Woods (sect. Orbiculares)
- Medicago marginata Willd. (sect. Orbiculares)
- Medicago cuneata Woods
- Medicago marginata Willd.
- Medicago orbicularis var. marginata (Willd.) Benth.
- Medicago orbicularis var. microcarpa Rouy
- Medicago polymorpha var. orbicularis L.
- Medicago orbicularis var. marginata (Willd.) Benth. (sect. Orbiculares)
- Medicago orbicularis var. microcarpa Rouy (sect. Orbiculares)
- Medicago polymorpha var. orbicularis L. (sect. Orbiculares)

A secção foi descrita por Ignatz Urban e publicada em Verhandlungen des Botanischen Vereins für die Provinz Brandenburg und die Angrenzenden Länder 1873: 48. 1873.